# Єксей-Марі
Єксе́й-Марі́ (рос. Ексей Мари, марій. Марий Якси) — присілок у складі Новотор'яльського району Марій Ел, Росія. Входить до складу Пектубаєвського сільського поселення.

## Населення
Населення — 4 особи (2010; 8 у 2002).
Національний склад (станом на 2002 рік):
- марійці — 100 %